# Sandra McCracken
Sandra Marie McCracken (16 juni 1977) is een Amerikaanse singer-songwriter.

## Biografie
Als singer-songwriter heeft McCracken liedjes geschreven voor Caedmon's Call (op albums In the Company of Angels, Back Home en Overdressed) en voor Derek Webbs solo publicatie She Must and Shall Go Free, BiFrost Arts opnamen, All Sons & Daughters, Audrey Assad en anderen. McCracken heeft zelf tien studio-albums opgenomen.
McCracken groeide op in Saint Louis (Missouri) en bezocht de Westminster Christian Academy. Als kind harmoniseerde McCracken in het kerkkoor, begeleidde ze groepen op de piano, zong solo's in de kerk en schreef nieuwe hymnen voor haar gemeente om te zingen. McCracken begon haar muzikale carrière kort na haar afstuderen aan de Universiteit van Belmont in 1999. Ze bracht zelfstandig de twee albums The Crucible en Gypsy Flat Road uit, respectievelijk in 2000 en 2001.
Eind 2003 nam McCracken Best Laid Plans op met technicus Ray Kennedy (Twang Trust) en de wereldberoemde producent Peter Collins. Medio 2004 tekende McCracken voor het album bij Shell Records in Londen onder leiding van de Britse muzieklegende Dave Robinson. Shell bracht het album uit in het Verenigd Koninkrijk, gevolgd door de twee radiosingles Last Goodbye en No More Tears, die veel airplay en aandacht kregen in Engeland, Schotland, Wales en Ierland.
In 2005 bracht McCracken The Builder and the Architect uit, een album met lofzangen. Hetzelfde team dat aan Best Laid Plans werkte, kwam in februari 2006 weer bij elkaar om album nummer vijf Gravity / Love, dat in september 2006 werd uitgebracht, op te nemen. In 2010 bracht McCracken In Feast of Fallow uit, een ander album met lofzangen, opgenomen in haar thuisstudio in East Nashville. Naast haar solo-opnamen richtte ze in 2012 samen met collega singer-songwriters Ellie Holcomb, Katy Bowser en Flo Paris het kindermuziekverband Rain for Roots op. Dit collectief heeft de drie albums Big Stories for Little Ones - met teksten van de Britse auteur Sally Lloyd-Jones - The Kingdom of Heaven Is Like This en Waiting Songs uitgebracht. Desire Like Dynamite, uitgebracht in februari 2013, verkent diepere dimensies van geluid en gratie.
Op 17 april 2014 kondigden Sandra McCracken en haar toenmalige echtgenoot collega singer-songwriter Derek Webb aan, dat hun huwelijk na dertien jaar zou eindigen als gevolg van Webbs buitenechtelijke affaire.
In 2015 werd McCrackens album Psalms uitgebracht zonder label en het plaatste zich op #18 in de Billboard Americana/Folk hitlijsten. Deze veelgeprezen publicatie betekende een verschuiving in McCrackens muziek, toen ze begon met het schrijven van liedjes voor mensen om samen te zingen. Na het uitbrengen van Psalms toerde en schreef McCracken samen met het Grammy Award-winnende christelijke duo All Sons & Daughters. In 2016 bracht ze God's Highway uit en het plaatste zich op #49 in de Billboard Heatseekers hitlijst bij de publicatie. Het ging verder met het bereiken van #20 in de Billboard Americana/Folk hitlijsten. In 2017 begon ze met het schrijven van een column over spiritualiteit en creativiteit voor het hedendaagse christendom. In datzelfde jaar publiceerde McCracken de Steadfast podcast, waar ze gesprekken voerde met gasten als Cason Cooley, Liz Vice, Peter Harris (oprichter van A Rocha) en James K.A. Smith.
McCracken noemt als muzikale invloeden Joni Mitchell, Emmylou Harris, Bob Dylan, Tom Petty en Johnny Cash. Haar liedjes zijn opgenomen door All Sons & Daughters, Audrey Assad, Bifrost Arts, Caedmon's Call en anderen en haar muziek wordt gekenmerkt door ABC's Grey's Anatomy.

## Discografie
Studioalbums
- 2000: The Crucible
- 2001: Gypsy Flat Road
- 2004: Best Laid Plans
- 2005: The Builder and the Architect
- 2006: Gravity / Love
- 2008: Ampersand EP (met Derek Webb)
- 2008: Red Balloon
- 2010: In Feast or Fallow
- 2011: TN EP (met Derek Webb)
- 2013: Desire Like Dynamite
- 2015: Psalms
- 2016: God's Highway
- 2018: Songs from the Valley
- 2019: Christmas
- 2020: Patient Kingdom

Livealbums
- 2009: Live Under Lights and Wires
- 2017: Steadfast Live

Met Rain for Roots
- 2012: Big Stories for Little Ones (met Ellie Holcomb, Katy Bowser, Flo Paris, woorden door Sally Lloyd-Jones)
- 2014: The Kingdom of Heaven is Like This (met Ellie Holcomb, Katy Bowser, Flo Paris)
- 2015: Waiting Songs (met Katy Bowser en Flo Paris)
- 2020: All Creatures

- Library of Congress Control Number: n2011074798
- MusicBrainz: 3ced20e7-de6a-4634-9d0a-616599fe2a04
- Virtual International Authority File: 187355534
- WorldCat: E39PBJpdQGrhybhFxHgDtXK68C